# 飯山裕太
飯山 裕太（いいやま ゆうた、1996年〈平成8年〉7月29日 - ）は、日本の俳優、タレント。千葉県出身。

## 人物
- 愛称は「ゆったー」[2]。
- 趣味：映画鑑賞、特技：アーチェリー、殺陣
- 高校在学中にスカウトされ、舞台出演から芸能活動をスタートさせる[3]。
- 2014年5月より「B2takes!!」に加入し、アイドルとしても活躍。
- 2022年1月7日に同グループを卒業、デビュー来所属したAtoMエンターテイメント株式会社を離籍する。
- 同年2月1日にキャストコーポレーションに移籍[4]。

## 出演

### 映画
- BD〜明智探偵事務所〜（2018年10月12日） - 大友久 役[5]
- 映画刀剣乱舞-継承-（2019年1月18日） - ソハヤノツルキ 役（特別出演）
- フィルムに宿る魂 （2020年3月13日） - 主演・本田日向 役[6]

### 舞台
- 眠れぬ町の王子様（2013年8月5日、新宿FACE）[7]
- 夏のショートストーリーズ（2014年8月20日 - 31日、シアターKASSAI）
- ライブ・スペクタクル『NARUTO -ナルト-』（2015年・2016年） - 犬塚キバ 役[8]
- 刻め、我ガ肌ニ君ノ息吹ヲ（2015年8月5日 - 9日、シアター1010） - 蝮 役
- 不知森の神石 〜アル・カポネに出逢ったら〜（2015年10月8日 - 12日、六行会ホール） - 主演
- ToRow〜二匹の狼〜（2015年11月11日 - 15日、新宿村LIVE） - 藤堂平助 役
- のぶニャがの野望 幸村と五輪の剣（2016年2月3日 - 7日、全労済ホール スペース・ゼロ） - シャルトび佐助 役
- JYUKAI-DEN -桃源-（2016年3月3日 - 8日、CBGKシブゲキ!!） - 犬八 役
- 舞台 増田こうすけ劇場 ギャグマンガ日和 デラックス風味（2016年4月6日 - 10日、AiiA 2.5 Theater Tokyo） - 鶴 役[9]
- THE STAGE『カーニヴァル 始まりの輪舞曲』（2016年5月20日 - 29日、あうるすぽっと） - 花礫 役[10][11]
- 舞台『弱虫ペダル』 - 新開悠人 役
  - 〜箱根学園新世代、始動〜（2016年9月30日 - 10月2日、TOKYO DOME CITY HALL / 10月7日 - 10日、オリックス劇場）
  - 新インターハイ篇 〜スタートライン〜（2017年2月25日 - 26日、オリックス劇場 / 3月4日 - 12日、TOKYO DOME CITY HALL）
  - 新インターハイ篇 〜制・限・解・除（リミットブレイカー）〜（2019年5月10日 - 19日、シアター1010 / 5月25日 - 26日、浪切ホール） [12]
  - 新インターハイ篇FINAL 〜POWER OF BIKE〜　（2020年2月21日 - 23日、天王洲 銀河劇場 / 2月27日 - 29日、メルパルクホール大阪）[13]
- 夢王国と眠れる100人の王子様 〜Prince Theater〜 （2017年7月21日 - 25日、AiiA 2.5 Theater Tokyo） - チェシャ猫 役[14]
- アイ★チュウ ザ・ステージ 〜Stairway to Etoile〜（2017年8月25日 - 27日、サンケイホールブリーゼ / 9月6日 - 10日、サンシャイン劇場） - 主演・愛童星夜 役[15]
- 舞台『刀剣乱舞』 - ソハヤノツルキ 役
  - 外伝 此の夜らの小田原 （2017年11月23日、小田原城 天守閣前特設野外ステージ）[16]
  - ジョ伝 三つら星刀語り （2017年12月15日 - 27日、TOKYO DOME CITY HALL / 12月21日 - 24日、大阪メルパルクホール / 12月28日 - 29日、福岡サンパレス ホテル&ホール）[17][18]
  - 慈伝 日日の葉よ散るらむ （2019年6月14日 - 23日、品川プリンスホテル ステラボール / 6月28日 - 7月7日、サンケイホールブリーゼ / 7月11日 - 15日、AiiA 2.5 Theater Kobe / 7月19日 - 8月4日、品川プリンスホテル ステラボール）[19]
  - 「刀剣乱舞-ONLINE-」五周年記念 「刀剣乱舞 大演練」（2020年8月11日、東京ドーム） ※公演中止
  - 十口伝 あまねく刻の遥かへ（2月15日 - 3月2日、品川プリンスホテル ステラボール / 3月7日 - 9日、キャナルシティ劇場 / 3月15日・16日、オリックス劇場）[20][21]
- 舞台「ぼくらの七日間戦争」（2020年9月11日 - 20日、かめありリリオホール） - 中尾和人 役
- 企画演劇集団ボクラ団義 -Play Again-vol.10 『鏡ニ映ラナイ女 記憶ニ残ラナイ男』 （2021年4月7日 - 11日、あうるすぽっと）
- 舞台「まわれ！無敵のマーダーケース!!」（2021年5月26日 - 30日、博品館劇場） - 末国 役[22]
- 舞台『Collar×Malice』 - 榎本峰雄 役
  - -榎本峰雄編＆笹塚尊編-（2021年9月9日 - 14日、こくみん共済 coop ホール スペース・ゼロ）[23]
  - -白石景之編-（2022年12月22日 - 28日、こくみん共済 coop ホール スペース・ゼロ）[24]
  - -柳愛時編-（2023年5月14日 - 21日、こくみん共済 coop ホール / スペース・ゼロ）[25]
  - -deep cover-（2024年8月11日 - 19日、こくみん共済 coop ホール / スペース・ゼロ）[26]
- 『ワールドトリガー the Stage』 - 出水公平 役
  - 『ワールドトリガー the Stage』（2021年11月19日 - 28日、品川プリンスホテル ステラボール / 12月2日 - 5日、サンケイホールブリーゼ）
  - 『ワールドトリガー the Stage』大規模侵攻編（2022年8月5日 - 14日、品川プリンスホテル ステラボール / 8月19日 - 21日、京都劇場）[27][28]
  - 『ワールドトリガー the Stage』B級ランク戦開始編（2023年8月5日 - 6日、シアター1010 / 8月10日 - 13日、サンケイホールブリーゼ / 8月18日 - 27日、天王洲 銀河劇場）[29]
  - 『ワールドトリガー the Stage』ガロプラ迎撃編（2024年10月25日 - 11月4日、シアターH / 11月9日・10日、キャナルシティ劇場 / 11月15日 - 17日、COOL JAPAN PARK OSAKA WWホール / 11月22日 - 24日、天王洲 銀河劇場）[30]
- 『あんさんぶるスターズ！THE STAGE』 - 伏見弓弦 役
  - -Track to Miracle-（2022年2月19日 - 27日、日本青年館ホール / 2022年3月4日 - 13日、AiiA 2.5 Theater Kobe）[31][32]
  - -Witness of Miracle-（2022年10月7日 - 11月6日、品川プリンスホテル ステラボール 他）[33]
- 舞台「死神遣いの事件帖 -幽明奇譚-」（2022年6月9日 - 19日、ヒューリックホール東京 / 6月23日 - 26日、梅田芸術劇場 シアター・ドラマシティ） - 市村亀吉 役[34]
- 舞台「地獄楽」（2023年2月16日 - 26日、ヒューリックホール東京） - 山田浅ェ門典坐 役[35]
- 舞台「炎炎ノ消防隊」-五つ目の柱-（2023年3月24日 - 4月2日、メルパルク大阪 ホール 他） - オグン・モンゴメリ 役[36]
- 舞台『ボクノロワイヤル〜髪の毛同士の戦闘絵巻〜』（2023年6月7日 - 12日、CBGKシブゲキ!!） - マユツバノカミ 役[37]
- ミュージカル「コードギアス 反逆のルルーシュ 正道に准ずる騎士」（2023年9月16日 - 18日、京都劇場 / 9月23日 - 10月1日、サンシャイン劇場） - 扇要 役[38]
- 2.5次元ナビ！シアターVol.2〜Show Must Go On〜（2023年11月8日 - 12日、シアター・アルファ東京）[39]
- ミュージカル『薄桜鬼』 - 大鳥圭介 役
  - ミュージカル『薄桜鬼 真改』土方歳三篇（2024年4月13日・14日、AiiA 2.5 Theater Kobe / 4月19日 - 29日、天王洲 銀河劇場） [40]
  - ミュージカル『薄桜鬼』HAKU-MYU LIVE 4（2025年12月19日 - 21日、Zepp DiverCity TOKYO / 12月27日 - 28日、Zepp Osaka Bayside）[41]
- 舞台「OVER SMILE 2024」（2024年3月1日 - 10日、あうるすぽっと） - エンブ 役[42]
- 舞台 京極の轍-京羅戦争編-powered byヒューマンバグ大学（2024年5月17日 - 26日、新宿FACE） - 守若冬史郎 役[43]
- Otona Project - Produce 演劇ユニット【爆走おとな小学生】舞台「カタバミ」（2024年6月19日 - 23日、シアターサンモール） - 玉城織衛 役[44]
- アナタを幸せにする世界の伝説シリーズ・ファイナル　音楽劇「ヴィーデン劇場の魔笛〜モーツァルト伝説〜」（2024年9月17日 - 23日、シアターサンモール） - ジャン=フランソワ・ミレー 役
- 舞台「99」（2025年5月10日 - 18日、こくみん共済 coop ホール / スペース・ゼロ） - 淡路島 役[45]

### ライブ・イベント
個人イベント
- 飯山裕太ファンイベント『ゆったりパーティー2023』（2023年3月4日、YMCAアジア青少年センター スペースYホール）
- 飯山裕太 WHITEDAY☆FANTOUR 〜あなたのホワイトデー、僕にください〜（2024年3月16日 - 17日）
- 『飯山裕太のバースデーパーティー2024』（2024年7月13日、代々木ミューズホール）

ゲスト出演、他
- LIVE!! アイ★チュウ ザ・ステージ 〜étincelle〜（2017年11月25日、Zepp TOKYO） - 愛童星夜 役[46]
- 舞台『刀剣乱舞』ジョ伝 三つら星刀語り 振り返り上映会（2018年6月1日、TOKYO DOME CITY HALL）[47]
- 『にごダイブ！2.5次元俳優×TRPGプロジェクト』第一弾イベント（2023年11月25日、時事通信ホール）
- 舞台『Collar×Malice』Blu-rayディスク上映イベント2024 (2024年2月3日 - 4日、ニッショーホール)
- 舞台『弱虫ペダル』シリーズ 最終公演記念特別企画「ペダステボーナスステージ」（2024年9月3日、シアターH）
- アクティベート&アクトーク（2025年5月25日、ウッディシアター中目黒）

### テレビ番組
- BREAK OUT（2015年 - 、テレビ朝日系） - 「Candy Boy」一員として
- B2takes!TV「チカメンですけど何か？」（2017年4月 - 6月、TOKYO MX2） - B2takes!冠番組
- B2takes!!の探偵ナイトスクール（2019年10月18日 - 12月14日、tvk・テレビ埼玉・千葉テレビ） - B2takes!!冠番組
- 『生配信！2.5次元大演会 〜新春の宴〜』（2021年1月17日、WOWOWオンデマンド）
- 全力アピール〜アダムシアター〜（2022年10月17日、TBS）

### テレビドラマ
- 相棒 season23 第12話（2025年1月22日、テレビ朝日系） - 岡村直人 役

### ラジオ番組
- B2takes‼︎の元気が出るラジオ‼︎（2019年7月 - 2020年3月、文化放送 超！A&G+） - 不定期レギュラー出演

- オレたちやってマンデー（2019年11月 - 2021年9月28日、MBSラジオ） - レギュラー出演

### Web配信
- 飯山裕太のゆったーり定期便（2019年1月 - 不定期配信、ニコニコチャンネル）
- 飯山裕太 24thバースデー配信イベント（2020年8月8日、ニコニコ生放送）
- 「刀剣乱舞-ONLINE-」五周年記念「刀剣乱舞 大演練〜控えの間〜」（2020年8月11日、DMM.com）[48]
- キャストコーポレーションチャンネル「キャスコハウス」（不定期出演、ニコニコ放送）